# De Wildeman (Leersum)
De Wildeman is een natuurgebied ter grootte van 65 hectare in de Nederlandse provincie Utrecht. Het gebied vormt samen met De Hoogstraat (150 ha), het Leersumse Veld (500 ha) en landgoed Broekhuizen (6 ha) boswachterij Leersum. Het gebied ligt op de zuidflank van de Utrechtse Heuvelrug met als noordgrens de N225 autoweg tussen Leersum en Doorn. Ten oosten ligt het natuurgebied Dartheide, in het zuidoosten landgoed Broekhuizen. De Darthuizerweg vormt de westelijke begrenzing.

## Landschap
Het gebied De Wildeman bestaat uit een gevarieerd natuurlandschap met loof- en naaldbossen, veel eikenhakhout en kleine stukjes heide. Dit gebied heeft tevens een belangrijke afwaterfunctie waardoor er diverse waterpartijen en beken aanwezig zijn.

## Fotogalerij

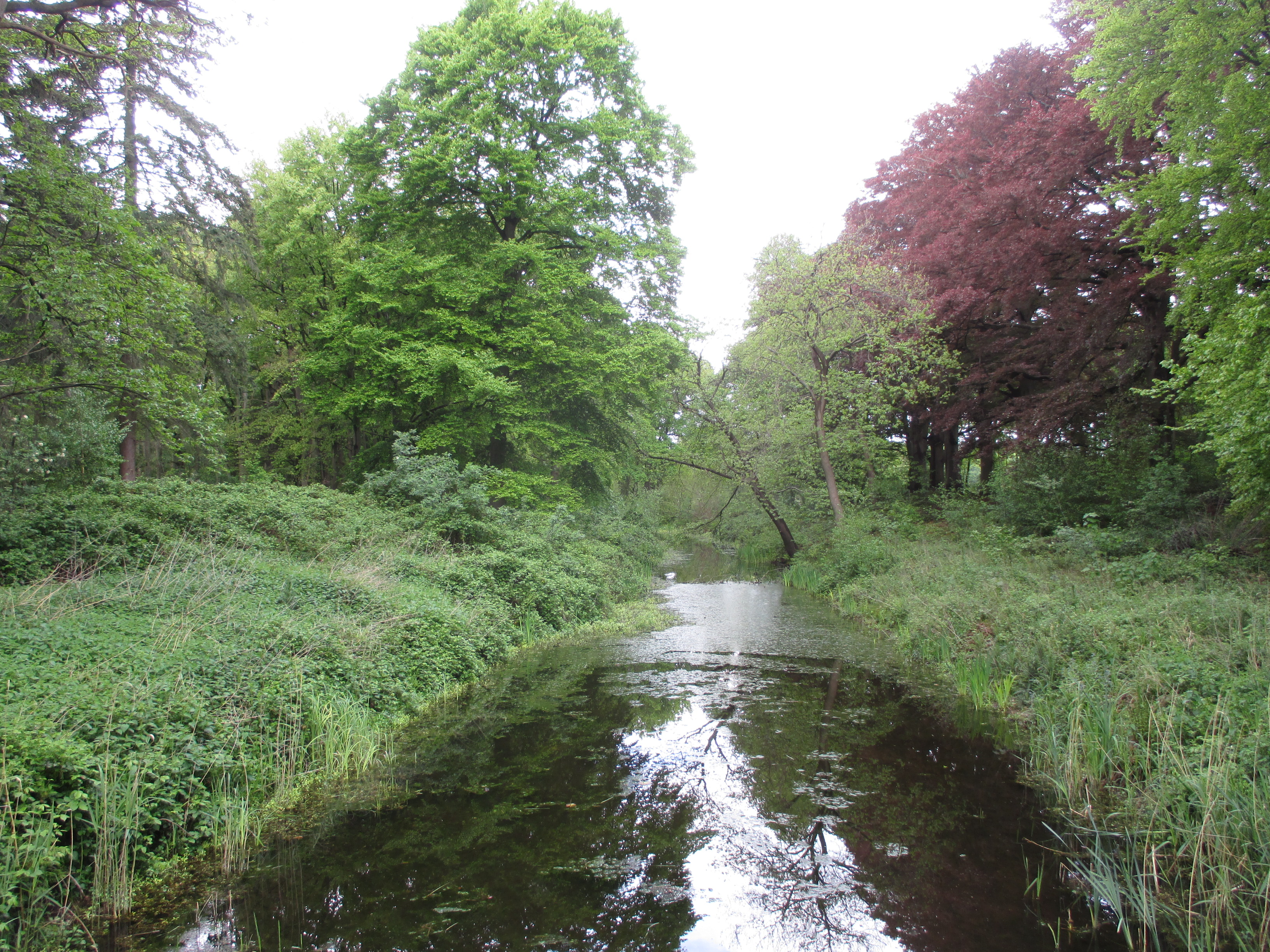
Belangrijke watergang richting Landgoed Broekhuizen
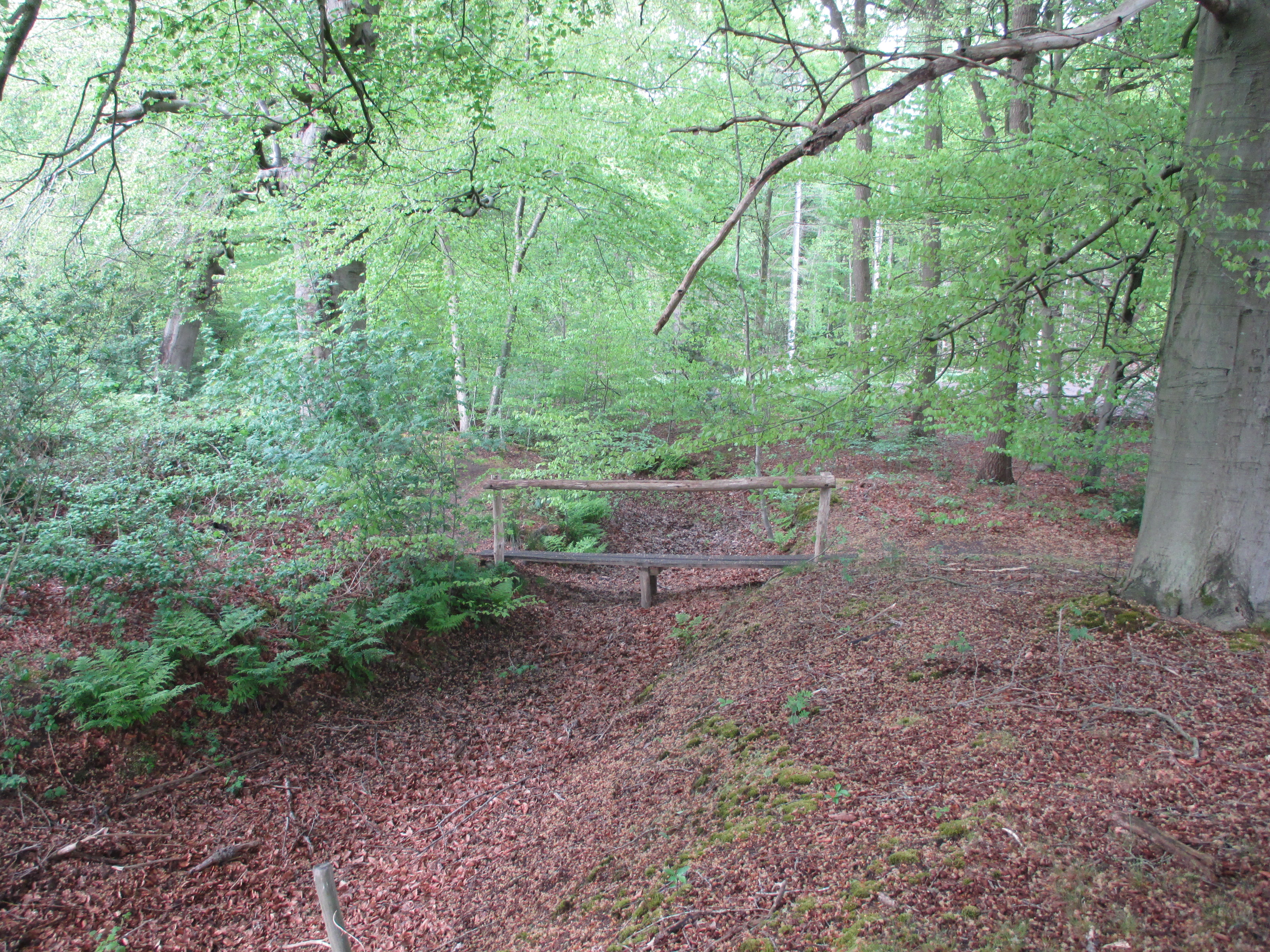
Droogstaande watergang
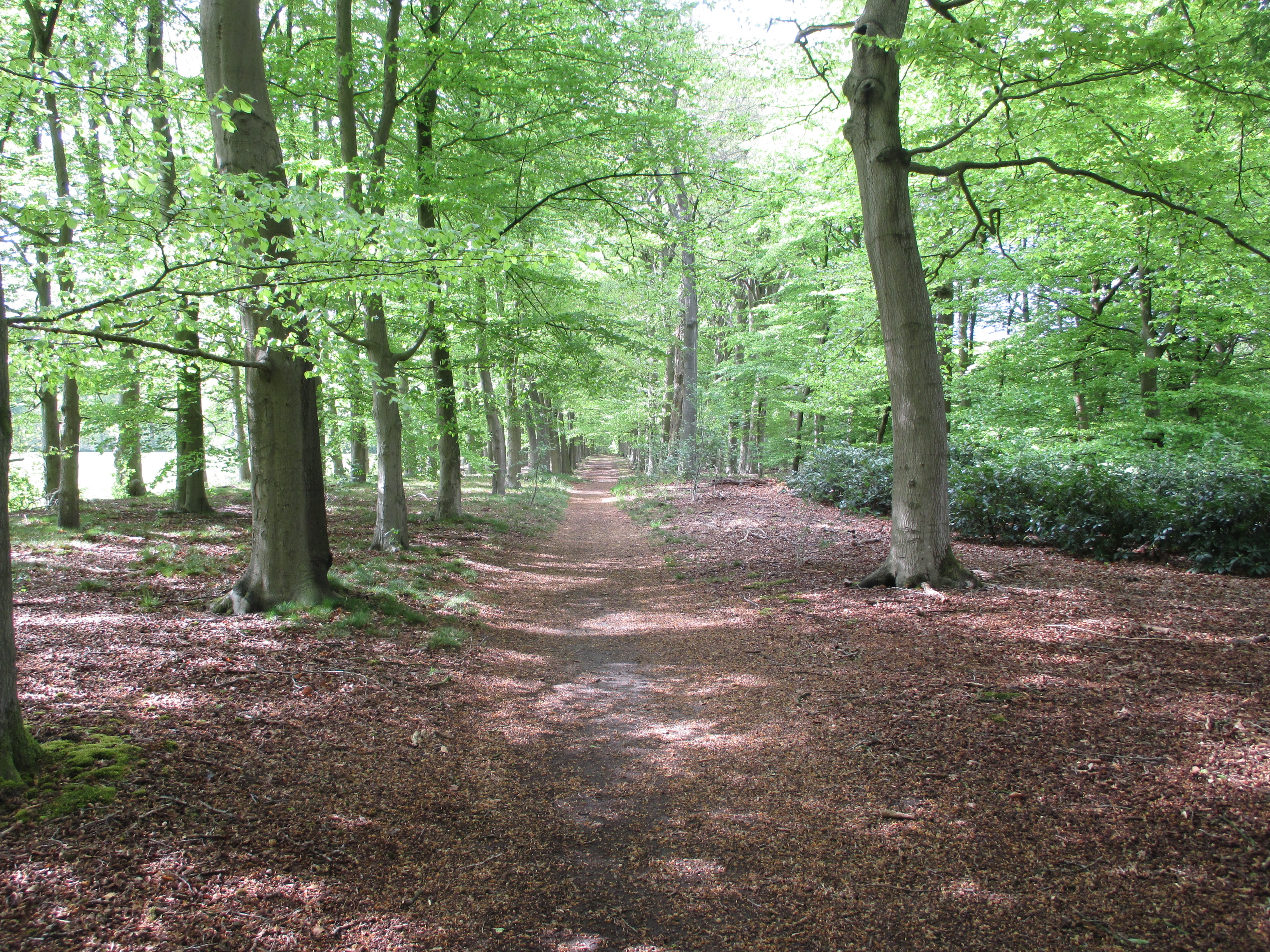
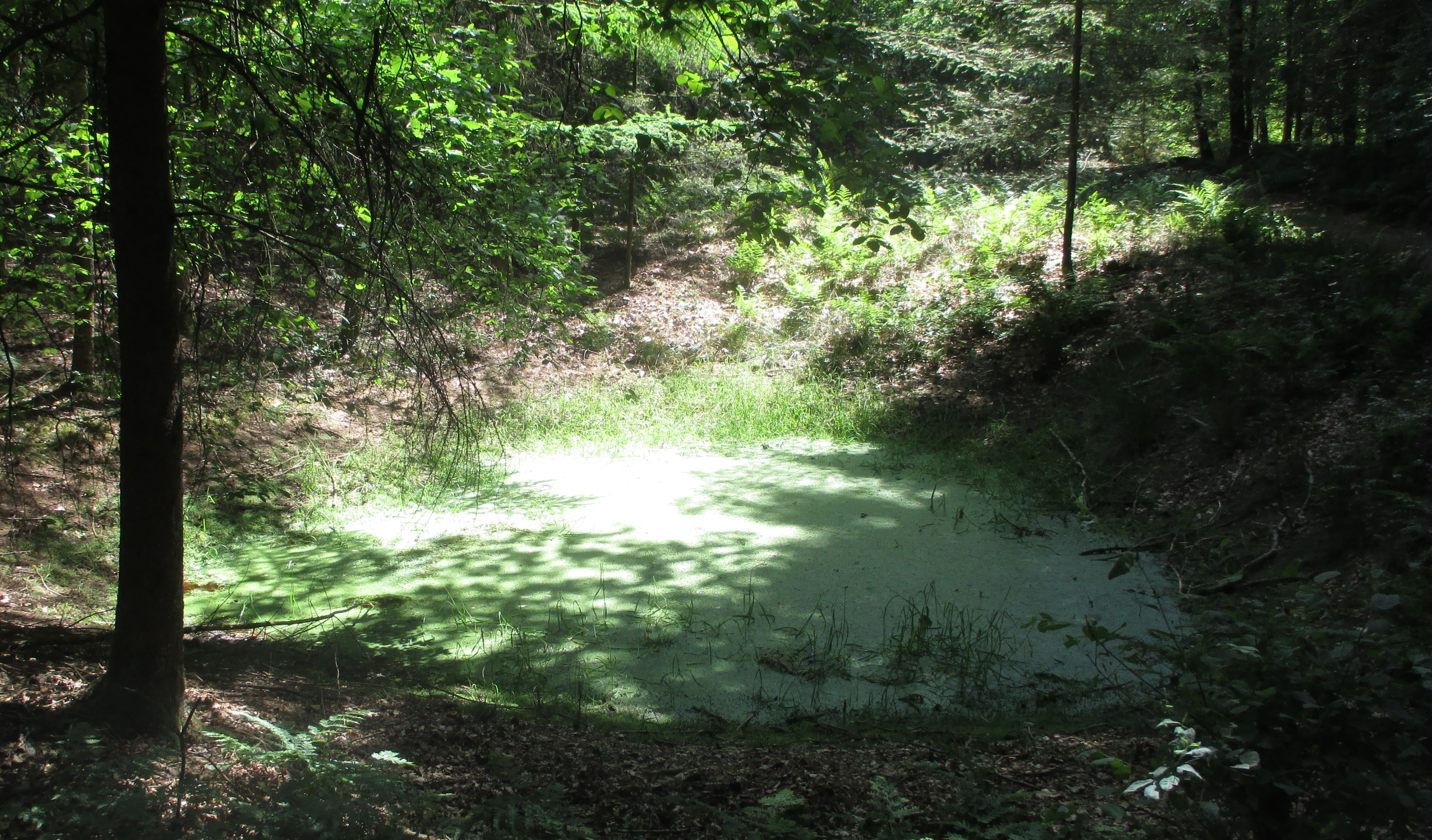
Natuurlijke bospoel
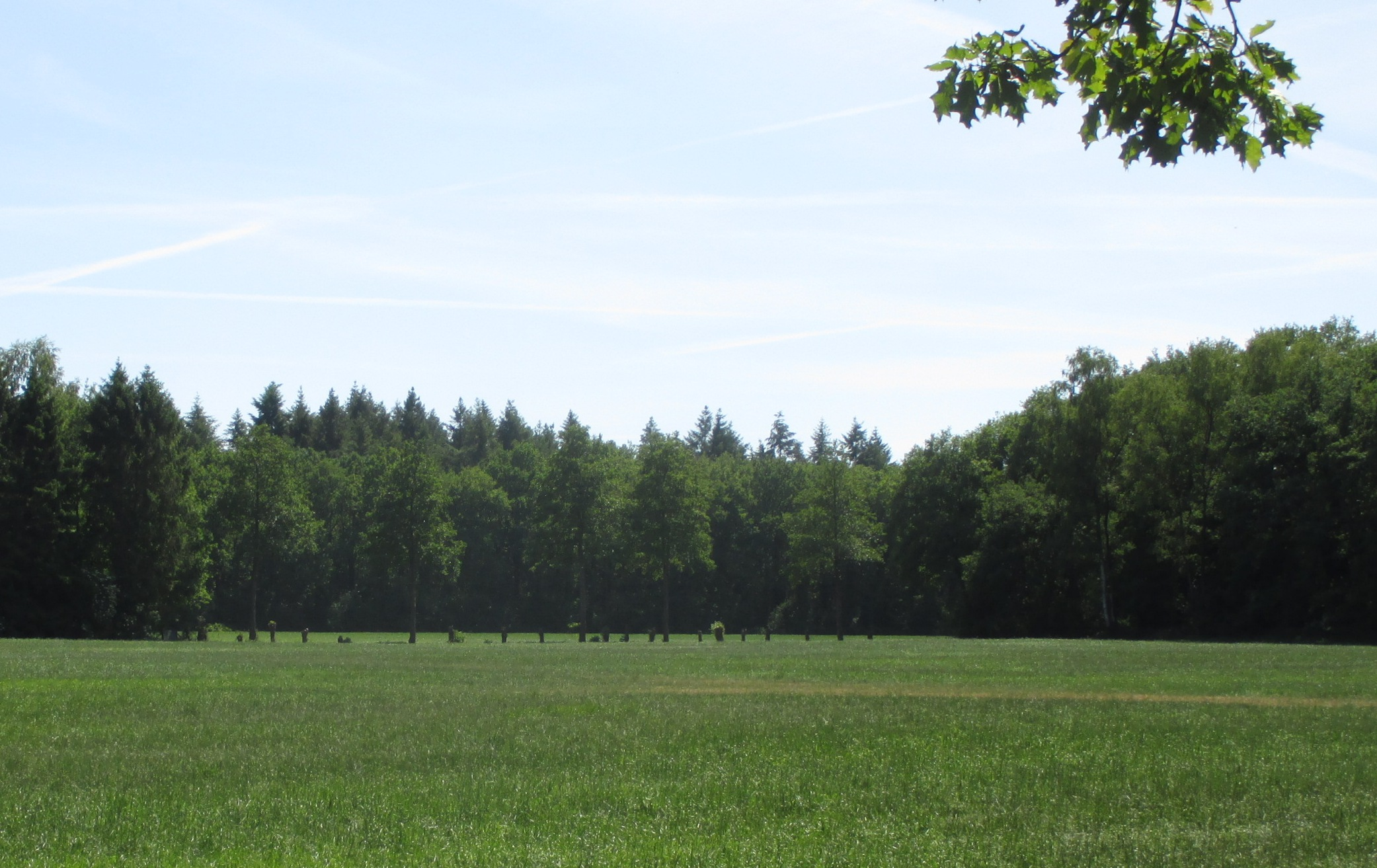
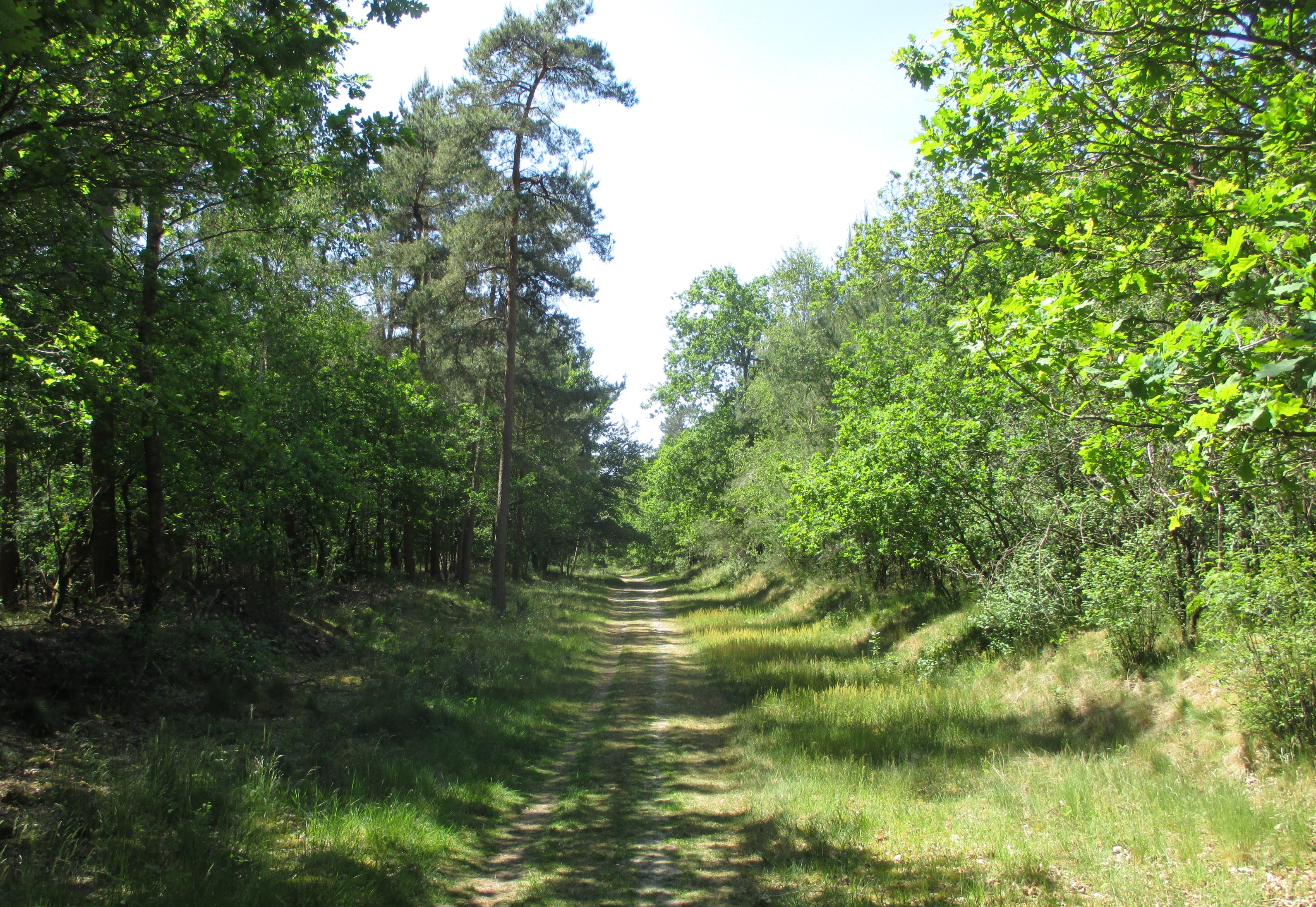